# العلاقات المالديفية التركية
العلاقات المالديفية التركية هي العلاقات الثنائية التي تجمع بين المالديف وتركيا.

## مقارنة بين البلدين
هذه مقارنة عامة ومرجعية للدولتين:
| وجه المقارنة                                              | المالديف       | تركيا         |
| --------------------------------------------------------- | -------------- | ------------- |
| المساحة (كم2)                                             | 298            | 783.56 ألف    |
| عدد السكان (نسمة)                                         | 436.33 ألف     | 80.14 مليون   |
| الكثافة السكانية (ن./كم²)                                 | 146.42 ألف     | 102.28        |
| العاصمة                                                   | ماليه          | أنقرة         |
| اللغة الرسمية                                             | اللغة الديفهي  | اللغة التركية |
| العملة                                                    | روفيه مالديفية | ليرة تركية    |
| الناتج المحلي الإجمالي (بليون دولار)                      | 4.60 مليار     | 851.10 مليار  |
| الناتج المحلي الإجمالي (تعادل القوة الشرائية) بليون دولار | 5.23 مليار     | 1.57 تريليون  |
| الناتج المحلي الإجمالي الاسمي للفرد دولار أمريكي          | 8.39 ألف       | 9.12 ألف      |
| الناتج المحلي الإجمالي للفرد دولار أمريكي                 | 12.53 ألف      | 19.79 ألف     |
| مؤشر التنمية البشرية                                      | 0.706          | 0.761         |
| رمز المكالمات الدولي                                      | +960           | +90           |
| رمز الإنترنت                                              | .mv            | .tr           |
| المنطقة الزمنية                                           | ت ع م+05:00    | ت ع م+03:00   |

## منظمات دولية مشتركة
يشترك البلدان في عضوية مجموعة من المنظمات الدولية، منها:
| علم المنظمة | اسم المنظمة                        | تاريخ انضمام المالديف | تاريخ انضمام تركيا |
| ----------- | ---------------------------------- | --------------------- | ------------------ |
|             | بنك التنمية الآسيوي                | 1978                  | 1991               |
|             | مؤسسة التنمية الدولية              | 13 يناير 1978         | 22 ديسمبر 1960     |
|             | يونسكو                             | 18 يوليو 1980         | 4 نوفمبر 1946      |
|             | وكالة ضمان الاستثمار متعدد الأطراف | 19 مايو 2005          | 3 يونيو 1988       |
|             | الأمم المتحدة                      | 21 سبتمبر 1965        | 24 أكتوبر 1945     |
|             | الاتحاد البريدي العالمي            | ?                     | ?                  |
|             | البنك الدولي للإنشاء والتعمير      | 13 يناير 1978         | 11 مارس 1947       |
|             | منظمة التعاون الإسلامي             | ?                     | 25 سبتمبر 1969     |
|             | منظمة حظر الأسلحة الكيميائية       | ?                     | ?                  |
|             | مؤسسة التمويل الدولية              | 2 فبراير 1983         | 19 ديسمبر 1956     |
|             | الاتحاد الدولي للاتصالات           | 28 فبراير 1967        | 1866               |
|             | منظمة التجارة العالمية             | ?                     | 26 مارس 1995       |
|             | منظمة الشرطة الجنائية الدولية      | ?                     | ?                  |

## وصلات خارجية
- موقع وزارة الخارجية المالديفية
- موقع وزارة الخارجية التركية